# Chionochloa frigida
Chionochloa frigida là một loài thực vật có hoa trong họ Hòa thảo. Loài này được (Vickery) Conert mô tả khoa học đầu tiên năm 1975.